# Scot Eaton
Scot Eaton (* 1965) ist ein US-amerikanischer Comiczeichner.

## Leben und Arbeit
Eaton begann in den frühen 1990er Jahren als hauptberuflicher Comiczeichner zu arbeiten. Nachdem er zunächst für DC-Comics als Gastzeichner an Serien wie Azrael (#8), Green Lantern (#105), Hawkman, R.E.B.E.L.S. (#7) und Superman: Man of Steel (#69, 71, 72) tätig war, erhielt Eaton Engagements als Stammzeichner bei Image Comics (beziehungsweise Crossgen), wo er für die Serien Sigil und Antaeus zeichnete.
Später folgten Zeichenaufträge als Stammzeichner für einige Best-Seller-Serien im Programm des Verlages Marvel Comics. So zeichnete er zahlreiche Hefte der Serien Captain America, X-Men, Spider-Man, Thor und Fantastic Four tätig war. Eine weitere bekannte Serie, für die er Beiträge lieferte, war die Vertigo-Reihe Swamp Thing.
Zu den Autoren, mit denen Eaton besonders häufig zusammengearbeitet hat, zählen unter anderem Mark Waid und Louise Simonson.